# North Springfield (Virginia)
North Springfield es un lugar designado por el censo en el  condado de Fairfax, Virginia  (Estados Unidos). Según el censo de 2010 tenía una población de 9.184 habitantes.

## Demografía
Según el censo del 2000, North Springfield tenía 9.173 habitantes, 3.251 viviendas, y 2.470 familias. La densidad de población era de 1.451,5 habitantes por km².
De las 3.251 viviendas en un 34,8%  vivían niños de menos de 18 años, en un 64,9%  vivían parejas casadas, en un 7,6% mujeres solteras, y en un 24% no eran unidades familiares. En el 17,8% de las viviendas  vivían personas solas el 6,8% de las cuales correspondía a personas de 65 años o más que vivían solas. El número medio de personas viviendo en cada vivienda era de 2,82 y el número medioo de personas que vivían en cada familia era de 3,19.
Por edades la población se repartía de la siguiente manera: un 24,1% tenía menos de 18 años, un 6,2% entre 18 y 24, un 32,8% entre 25 y 44, un 23,8% de 45 a 60 y un 13,1% 65 años o más.
La edad media era de 38 años.  Por cada 100 mujeres de 18 o más años  había 99,1 hombres.
La renta media por vivienda era de 73.062$ y la renta media por familia de 80.212$. Los hombres tenían una renta media de 49.590$ mientras que las mujeres 37.938$. La renta per cápita de la población era de 28.592$. En torno al 0,9% de las familias y el 2,5% de la población estaban por debajo del umbral de pobreza.

## Localidades adyacentes
El siguiente diagrama muestra a las localidades más próximas a North Springfield.